# Dasypogon mexicanus
Dasypogon mexicanus är en tvåvingeart som beskrevs av Macquart 1846. Dasypogon mexicanus ingår i släktet Dasypogon och familjen rovflugor. Inga underarter finns listade i Catalogue of Life.